# プロパンジオールリン酸デヒドロゲナーゼ
プロパンジオールリン酸デヒドロゲナーゼ(propanediol-phosphate dehydrogenase)EC 1.1.1.7は、以下の化学反応を触媒する酵素である。
プロパン-1,2-ジオール-1-リン酸 + NAD+ {\displaystyle \rightleftharpoons } ヒドロキシアセトンリン酸 + NADH + H+
式の通り、この酵素の基質はプロパン-1,2-ジオール-1-リン酸とNAD+で、生成物はヒドロキシアセトンリン酸とNADHとH+である。
組織名は、propane-1,2-diol-1-phosphate:NAD+ oxidoreductaseである。別名にPDP dehydrogenase、
1,2-propanediol-1-phosphate:NAD+ oxidoreductase、propanediol phosphate dehydrogenaseがある。